# Kuala Muda Naza FC
Kuala Muda Naza FC ist ein Fußballverein aus Kuala Muda, Malaysia. Aktuell spielt der Verein in der höchsten Liga des Landes der Malaysia Super League. Seine Heimspiele trägt der Verein im Darul Aman Stadion aus. Der Verein verdanke seinen Namen zum einen der Stadt Kuala Muda, und der Firma Naza, einem Autohersteller in Malaysia. Der größte Erfolg war der Aufstieg zu Ende der Saison 2007/08 in die 1. Liga.

## Vereinserfolge

### National
- Malaysia Premier League

Meister und Aufsteiger 2007/08